# Verkiezingen voor het Europees Parlement 2009/Kandidatenlijst/PFF
Dit is de kandidatenlijst van de Belgische PFF voor de Europese verkiezingen van 2009.

## Effectieven
1. Bernd Gentges

## Opvolgers
1. Heinz Keul
2. Annabelle Mockel
3. Erik Janssen
4. Caroline Margrève
5. Hans-Dieter Laschet
6. Isabelle Weykmans